# Mirino galileiano

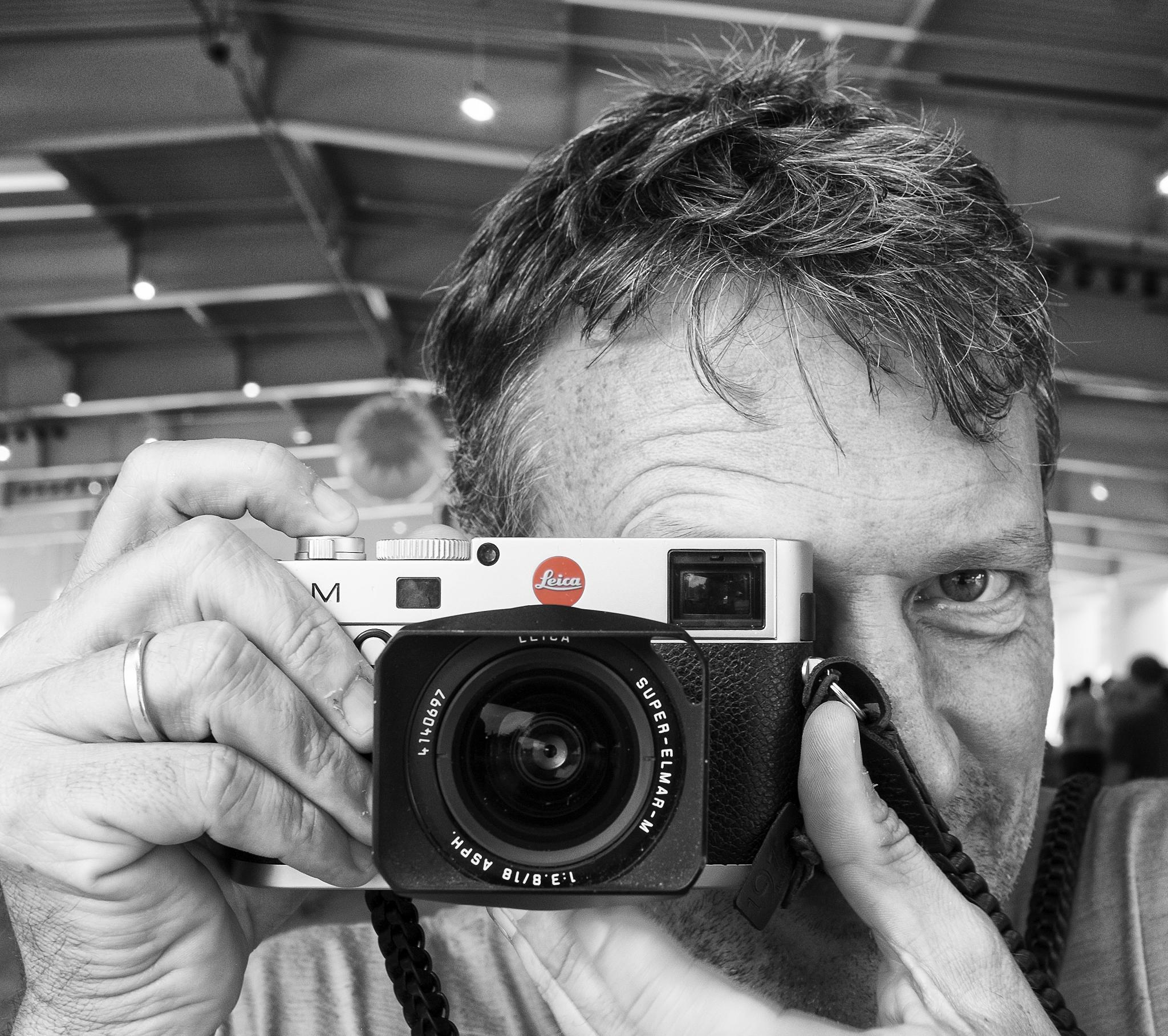
Visione a due occhi

Il mirino galileiano, anche detto impropriamente mirino ottico, è il più semplice tra i mirini oculari ottici, usati in fotografia e nel cinema. Consiste in pratica in un mirino oculare che sfrutta il sistema ottico del cannocchiale di Galileo da cui prende il nome, con un ingrandimento generalmente unitario (1x) o più specifico in base alle ottiche usate, e che solitamente permette di osservare una porzione un po' più ampia dell'inquadratura sul fotogramma. Funziona senza usare l'immagine del obiettivo ed è possibile che all'interno della finestrella si veda una cornice luminosa a indicare l'inquadratura, oppure può fornire varie cornici selezionabili in base ai diversi obiettivi montati; in alcuni sistemi viene aggiunto un telemetro ottico per una più facile e precisa regolazione del fuoco.

## Caratteristiche
È un mirino soggetto all'errore di parallasse, specialmente quando il soggetto ripreso è molto vicino alla fotocamera e/o il mirino è molto lontano dall'asse ottico. Le fotocamere digitali dispongono anche di un monitor LCD sul dorso, che essendo TTL vede ciò che riprende l'ottica, per cui gli oggetti vicini sono neglio ripresi usando il monitor, invece del mirino oculare. A causa della parallasse (e della diversa prospettiva), l'immagine che il fotografo vede nell'oculare non è mai esattamente quella che finirà sulla pellicola o sul sensore; ciò è minimizzato per gli oggetti distanti, tuttavia il fotografo dovrà prevedere un certo margine di sicurezza nell'inquadrare.

## Utilizzo
Può essere parte integrante della fotocamera o essere una parte a sé stante che viene montata sulla fotocamera all'esigenza, oppure può essere un modello da usare in modo indipendente, in genere con una funzione di zoom, ad esempio dal direttore della fotografia o dal regista, nella scelta delle inquadrature per il girato di un film.
Il mirino galileiano più conosciuto come esempio e usato è quello delle fotocamere a telemetro Leica M e Voigtlander Bessa o similari. Ma questi mirini vengono usati spesso anche sulle fotocamere compatte ad ottica fissa o anche ad ottica zoom; e nel caso, anche il mirino è a sua volta uno zoom accoppiato all'obiettivo, in modo da dare più facilmente, una immagine corrispondente. 

## Ingrandimento
L'ingrandimento del mirino è un dato tecnico che spesso viene presentato nel foglio delle specifiche, o in alcuni casi anche indicato sul corpo del mirino stesso. L'ingrandimento di questi mirini oculari, è relativo alla visione ad occhio nudo (considerata 1x). Essendo uno strumento ottico equivalente al cannocchiale galileiano, usa come riferimento la visione ad occhio nudo; così, quando è indicato un valore di ingrandimento di 0,75x (ad esempio), significa che il mirino rimpicciolisce l'immagine osservata attraverso, rispetto a quella vista ad occhio nudo; oppure, un mirino che indicasse 1,5x, fornirebbe una visione ingrandita di 1,5 volte tanto, rispetto la visione ad occhio nudo, ecc.

### Leica M
Le fotocamere Leica M iniziarono dal modello M3 che forniva un interessante ingrandimento di ~ 0,91x, con una visione solo leggermente rimpicciolita rispetto all'altro occhio, che comunque poteva osservare facilmente di lato; poi col tempo e con la possibilità di utilizzare anche gli obiettivi grandangolari, il mirino Leica ha dovuto modificare i valori, per ampliare il campo visibile, fornendo vari fattori, come lo 0,72x, lo 0,62x, lo 0,82x, e vari altri, in base alle esigenze, ma abbandonando il primo mirino col valore vicino al 1x; tuttavia, con l'ausilio di alcune lenti oculari da inserire sull'oculare del mirino, è ancora possibile aumentare l'ingrandimento di base, anche a valori superiori a 1x, per migliorare la mira con l'utilizzo dei teleobiettivi. Oggi, con i corpi Leica M digitali, è possibile usare il mirino EVF ausiliario, con possibilità di ingrandire una particolare zona del fotogramma, come se ci fosse un ulteriore zoom, fino anche a 10x. 
Il vero vantaggio del mirino galileiano sulle macchine ad obiettivi intercambiabili come le Leica M consiste nel fatto che è veramente molto luminoso anche di notte e anche se si montano ottiche scure (es, f/4 o f/5,6, come molti zoom per reflex), in quanto non influenzano la luminosità della mira. Il campo visuale viene adattato a quello dell'obiettivo in uso, con le cornici luminose, e se ben tarato, il telemetro fornisce anche un ottimo sistema di messa fuoco, con l'immagine tutta focalizzata a tutto campo, tipico del mirino galileiano e diversamente dai mirini a schermo smerigliato delle reflex (ad esempio).

## Galleria d'immagini

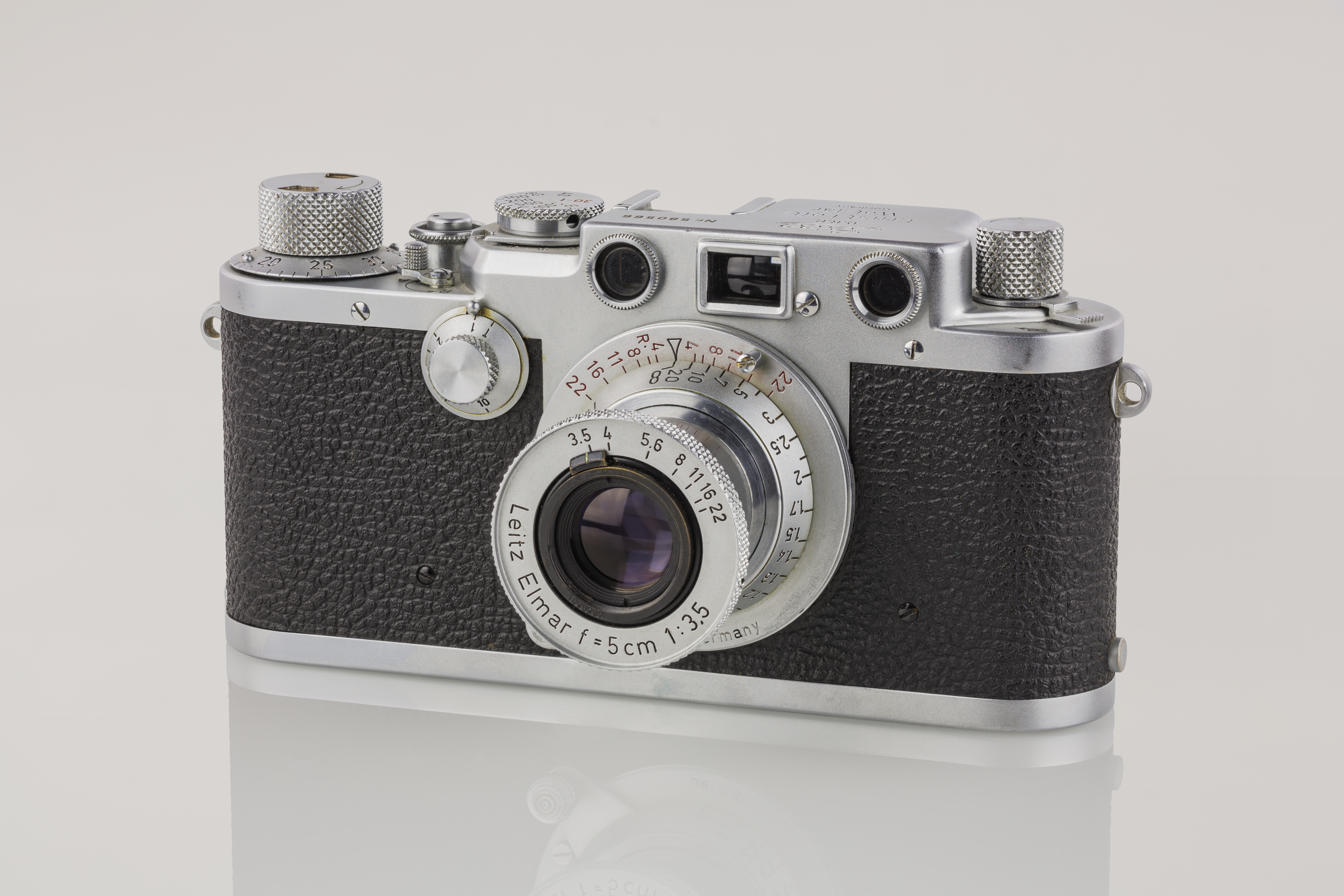
Leica IIIf, 1951
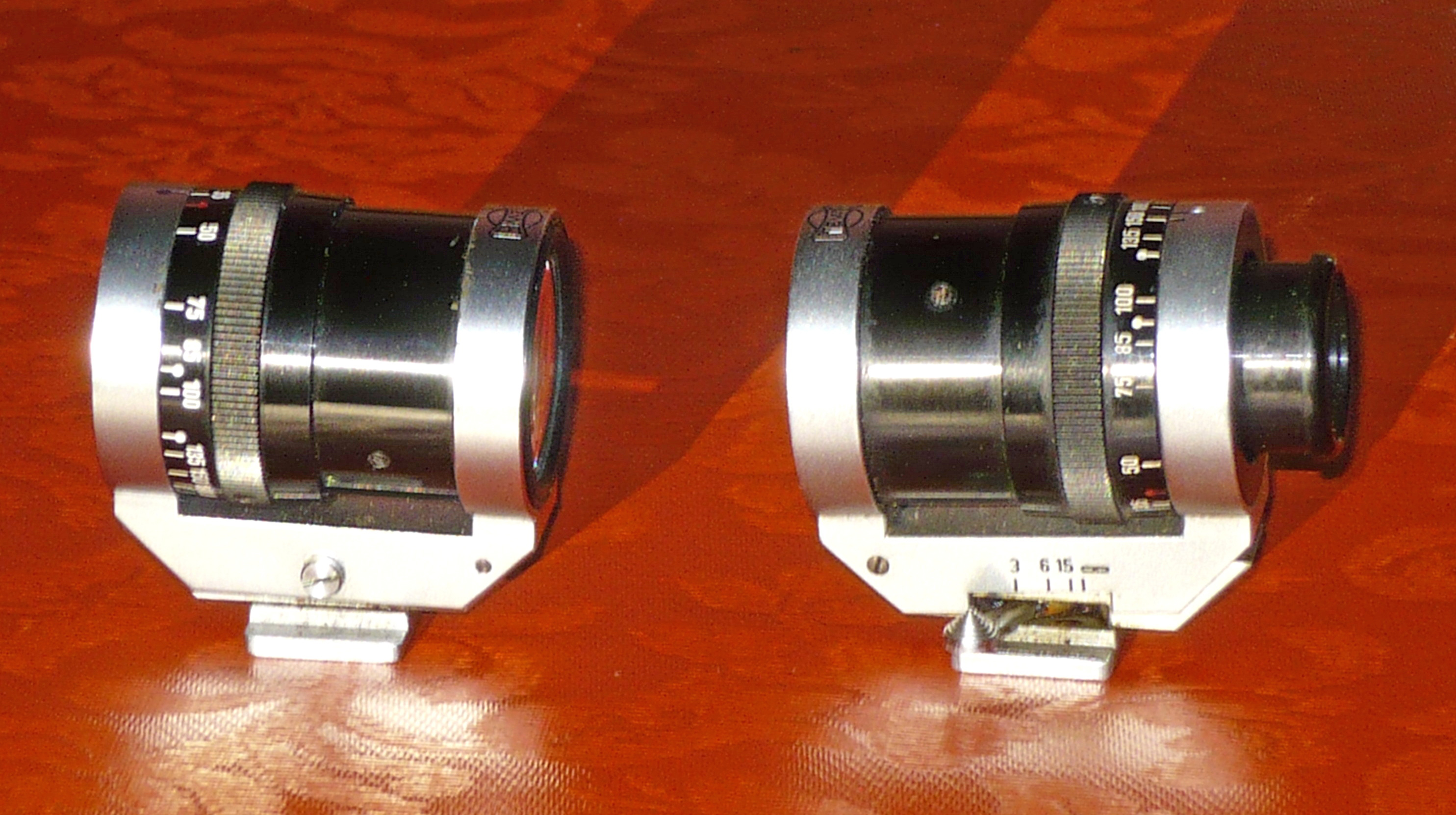
Zoom tedesco Tewe 35 mm - 200 mm
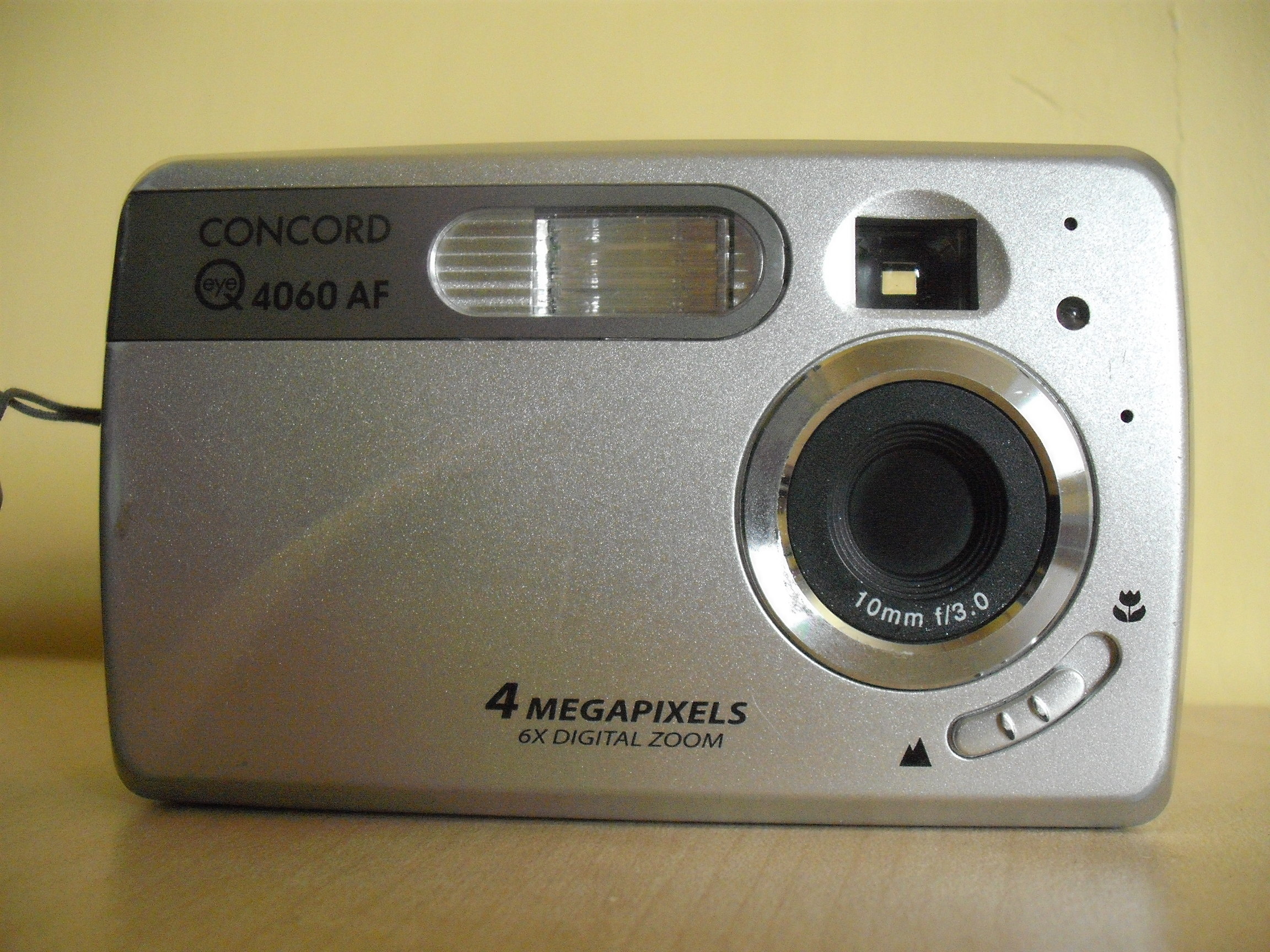
fotocamera digitale dei primi anni duemila con mirino ottico